# Protodeltote albidula
Protodeltote albidula is een vlinder uit de familie van de uilen (Noctuidae). De wetenschappelijke naam van deze soort is voor het eerst voorgesteld als Erastria albidula door Achille Guenée in een publicatie uit 1852.
De soort komt voor in Noord-Amerika.